# Yaw Yeboah
Yaw Yeboah (Accra, 28 marzo 1997) è un calciatore ghanese, attaccante del Los Angeles FC.

## Caratteristiche tecniche
Ha iniziato la carriera giocando come centrocampista per poi essere spostato in posizione più avanzata.

## Carriera

### Club
Muove i suoi primi passi nella Right to Dream Academy in Ghana, prima di essere tesserato Manchester City, trasferendosi in Inghilterra. Il 14 agosto 2015 viene ceduto a titolo temporaneo al Lilla. Esordisce in Ligue 1 il 25 ottobre 2015 contro l'Olympique Marsiglia, subentrando al 74' al posto di Florent Balmont. In seguito all'esonero di Hervé Renard, che ne aveva avallato l'acquisto, perde il posto a favore di altri elementi della rosa, venendo messo ai margini della squadra francese.
Il 21 luglio 2016 passa in prestito per una stagione al Twente. Esordisce in Eredivisie il 14 agosto nella trasferta persa 2-0 contro il Feyenoord, venendo schierato titolare. Mette a segno la sua prima rete in campionato due settimane dopo più tardi contro lo Sparta Rotterdam, segnando una delle tre reti che consentono ai padroni di casa di vincere l'incontro.
Il 1º settembre 2017 passa in prestito al Real Oviedo, in Spagna.

### Nazionale
Il 27 febbraio 2015 viene convocato per la Coppa d'Africa Under-20. La sua squadra si classifica terza, ottenendo di conseguenza l'accesso ai Mondiali Under-20, disputati nel mese di giugno in Nuova Zelanda. Alla luce delle prestazioni fornite, viene nominato miglior giocatore del torneo.
Il 21 maggio il CT Sellas Tetteh lo inserisce nella lista dei giocatori convocati per disputare il Mondiale Under-20; esordisce nella manifestazione il 30 maggio contro l'Austria, segnando su rigore la rete del definitivo 1-1. Termina il Mondiale con 2 reti in 4 presenze.

## Statistiche

### Presenze e reti nei club
Statistiche aggiornate al 18 dicembre 2024.
| Stagione              | Squadra               | Campionato            | Campionato | Campionato | Coppe nazionali | Coppe nazionali | Coppe nazionali | Coppe continentali | Coppe continentali | Coppe continentali | Altre coppe | Altre coppe | Altre coppe | Totale | Totale |
| Stagione              | Squadra               | Comp                  | Pres       | Reti       | Comp            | Pres            | Reti            | Comp               | Pres               | Reti               | Comp        | Pres        | Reti        | Pres   | Reti   |
| --------------------- | --------------------- | --------------------- | ---------- | ---------- | --------------- | --------------- | --------------- | ------------------ | ------------------ | ------------------ | ----------- | ----------- | ----------- | ------ | ------ |
| 2015-2016             | Lilla                 | L1                    | 3          | 0          | CF+CdL          | 1+1             | 0               | -                  | -                  | -                  | -           | -           | -           | 5      | 0      |
| 2016-2017             | Twente                | ED                    | 26         | 2          | CO              | 1               | 0               | -                  | -                  | -                  | -           | -           | -           | 27     | 2      |
| 2017-2018             | Real Oviedo           | SD                    | 20         | 0          | CR              | 1               | 0               | -                  | -                  | -                  | -           | -           | -           | 21     | 0      |
| 2018-2019             | Numancia              | SD                    | 34         | 2          | CR              | 0               | 0               | -                  | -                  | -                  | -           | -           | -           | 34     | 2      |
| 2019-2020             | Celta Vigo B          | SDB                   | 20         | 5          | -               | -               | -               | -                  | -                  | -                  | -           | -           | -           | 20     | 5      |
| 2020-2021             | Wisła Cracovia        | EK                    | 28         | 4          | CP              | 0               | 0               | -                  | -                  | -                  | -           | -           | -           | 28     | 4      |
| 2021-gen. 2022        | Wisła Cracovia        | EK                    | 19         | 5          | CP              | 3               | 1               | -                  | -                  | -                  | -           | -           | -           | 22     | 6      |
| Totale Wisła Cracovia | Totale Wisła Cracovia | Totale Wisła Cracovia | 47         | 9          |                 | 3               | 1               |                    | -                  | -                  |             | -           | -           | 50     | 10     |
| 2022                  | Columbus Crew         | MLS                   | 19         | 0          | USOC            | 1               | 0               | -                  | -                  | -                  | -           | -           | -           | 20     | 0      |
| 2023                  | Columbus Crew         | MLS                   | 31+6       | 3+1        | USOC            | 2               | 1               | -                  | -                  | -                  | LC          | 3           | 0           | 42     | 5      |
| 2024                  | Columbus Crew         | MLS                   | 24         | 1          | USOC            | -               | -               | CCC                | 7                  | 0                  | LC+CC       | 0+0         | 0+0         | 31     | 1      |
| Totale Columbus Crew  | Totale Columbus Crew  | Totale Columbus Crew  | 74+6       | 4+1        |                 | 3               | 1               |                    | 7                  | 0                  |             | 3           | 0           | 93     | 6      |
| Totale carriera       | Totale carriera       | Totale carriera       | 230        | 23         |                 | 10              | 2               |                    | 7                  | 0                  |             | 3           | 0           | 250    | 25     |

### Cronologia presenze e reti in nazionale
| Cronologia completa delle presenze e delle reti in nazionale ― Ghana | Cronologia completa delle presenze e delle reti in nazionale ― Ghana | Cronologia completa delle presenze e delle reti in nazionale ― Ghana | Cronologia completa delle presenze e delle reti in nazionale ― Ghana | Cronologia completa delle presenze e delle reti in nazionale ― Ghana | Cronologia completa delle presenze e delle reti in nazionale ― Ghana | Cronologia completa delle presenze e delle reti in nazionale ― Ghana | Cronologia completa delle presenze e delle reti in nazionale ― Ghana |
| Data                                                                 | Città                                                                | In casa                                                              | Risultato                                                            | Ospiti                                                               | Competizione                                                         | Reti                                                                 | Note                                                                 |
| -------------------------------------------------------------------- | -------------------------------------------------------------------- | -------------------------------------------------------------------- | -------------------------------------------------------------------- | -------------------------------------------------------------------- | -------------------------------------------------------------------- | -------------------------------------------------------------------- | -------------------------------------------------------------------- |
| 9-6-2019                                                             | Accra                                                                | Ghana                                                                | 0 – 1                                                                | Namibia                                                              | Amichevole                                                           | -                                                                    | 46’                                                                  |
| 3-9-2021                                                             | Cape Coast                                                           | Ghana                                                                | 1 – 0                                                                | Etiopia                                                              | Qual. Mondiali 2022                                                  | -                                                                    | 69’                                                                  |
| 6-9-2021                                                             | Johannesburg                                                         | Sudafrica                                                            | 1 – 0                                                                | Ghana                                                                | Qual. Mondiali 2022                                                  | -                                                                    |                                                                      |
| 9-10-2021                                                            | Cape Coast                                                           | Ghana                                                                | 3 – 1                                                                | Zimbabwe                                                             | Qual. Mondiali 2022                                                  | -                                                                    | 90+2’                                                                |
| Totale                                                               |                                                                      | Presenze                                                             | 4                                                                    |                                                                      | Reti                                                                 | 0                                                                    |                                                                      |

## Palmarès

### Club

#### Competizioni nazionali
- Campionato MLS: 1

Columbus Crew: 2023

#### Competizioni internazionali
- Leagues Cup: 1

Columbus Crew: 2024

### Individuale
- Miglior giocatore della Coppa delle Nazioni Africane Under-20: 1

2015